# Controvérsia de Dorje Shugden
Dorje Shugden (em tibetano: རྡོ་རྗེ་ཤུགས་ལྡན; Wylie: rdo-rje shugs-ldan; "vajra que possui força") ou, em sua denominação regional, Dolgyal Shugden (དོལ་རྒྱལ་ཤུགས་ལྡན; dol rgyal shugs ldan; "Shugden, rei de Dhol") é uma divindade (tibetano: lha) do budismo tibetano, especialmente de sua escola Gelug, na qual é visto como um Protetor do Darma, ou "Anjo Guardião". É visto como a encarnação do Gelugpa Lama Dragpa Gyaltsen do Mosteiro de Drepung, um contemporâneo de Lobsang Gyatso, o 5º Dalai Lama (1617–1682).
Dorje Shugden é um Protetor do Darma das tradições Sakya e Gelug, venerado por mais de trezentos anos. No entanto, a natureza precisa deste Protetor tanto como um ser iluminado quanto como um ser mundano vem sendo alvo de discussões entre os seguidores do budismo tibetano desde o seu surgimento no século XVII. A controvérsia de Dorje Shugden surgiu no fim da década de 1970, quando o Décimo-Quarto Dalai Lama começou a se pronunciar contra a prática, e foi intensificada deste 1996 quando ele publicou uma "proibição explícita", reprimindo a prática dentro da comunidade de exilados tibetanos.

## Visão geral da controvérsia
A prática de Dorje Shugden remonta ao tempo do 5.º Dalai Lama, Lobsang Gyatso (1617–1682 dc) e continuou sem rompimentos até a década de 1970. Dentre aqueles que seguem a prática de Dorje Shugden, encontram-se alguns dos mais proeminentes mestres Gelug dos séculos XX e XXl, incluindo Pabongka Rinpoche, Trijang Rinpoche ( Tutor Junior do Dalai Lama ), Ling Rinpoche ( Tutor Senior do Dalai Lama ),  Song Rinpoche, Gangchen Rinpoche, Geshe kelsang Gyatso, Gonsar Rinpoche, Dagom Rinpoche, Lama Yeshe, Kundeling Rinpoche, Domo Geshe Rinpoche, e Trijang Chocktrul Rinpoche.
Trijang Rinpoche, o "Guru Raiz" do 14º Dalai Lama, introduziu a prática de Dorje Shugden  ao jovem Dalai em 1959, antes da tomada definitiva do Tibete pelos chineses, a qual, a praticava em particular, assim como a encorajava nos Monastérios Gelug. Depois de mais ou menos vinte anos, o 14.º Dalai Lama entrou numa amarga disputa com seu mestre, alegando que a prática estava em conflito com o protetor do Estado conhecido como Pehar, com o povo tibetano e com a principal deusa protetora da tradição Gelug, Palden Lhamo. No ocidente, também declarou que a prática estava em conflito com o seu conceito eclético religioso, assim como, com suas responsabilidades políticas.
Depois da publicação do Livro Amarelo sobre Shugden em 1978, de autoria de Zemey Rinpoche, o Dalai Lama começou a falar contra o uso da deidade como um protetor institucional. Declarou que os praticantes deveriam decidir por eles mesmos se desejassem praticá-lo (Shugden) reservadamente.
De março de 1996 em diante, Dalai Lama decidiu empenhar-se mais vigorosamente neste assunto. Deste modo, respondeu "a uma pressão crescente, particularmente de outras escolas do budismo tibetano como a Nyingmapa, que ameaçavam retirar o apoio ao projeto do Governo no Exílio".
O Dalai Lama declarou durante uma Iniciação Tântrica Budista, que Shugden era um espírito mau, cujas ações eram prejudiciais à causa do Tibete. Concluiu ele que, dali em diante, não daria mais iniciação tântrica à adoradores de Shugden, porque “divergências sem possíveis ligações entre as respectivas partes, iriam inevitavelmente arruinar a relação sagrada entre guru/estudante, assim, comprometendo seu papel como mestre (e por extensão sua saúde)”.
É introduzida aí, uma contradição pela parte do Dalai Lama, como explica Von Bruck - "No presente, muitos dos Lamas da Tradição Gelugpa receberam seus ensinamentos de Trijang Rinpoche ou de Zong Rinpoche, os quais ao passar os ensinamentos, se tornam o “Guru Raiz” (ratsa ba’i bla ma). Quando, no caso do guru raiz, que passa todos os três aspectos da tradição (transmissão oral dos textos, comentários e as iniciações), a relação entre Discípulo/Guru Raíz se torna absolutamente estreita. Esta é uma parte essencial da prática Vajrayana. Caso contrário, de acordo com a Tradição Tântrica, ele pode ser considerado como uma pessoa que quebrou o voto tântrico (dam-nyams), e isto, diz respeito ao próprio Dalai Lama ao ter sido iniciado na prática de Shugden."
De acordo com Von Bruck, depois de examinar Dorje Shugden em três dispositivos metodológicos, evidencia histórica, razões políticas, e insight espiritual, o Dalai Lama mudou seu ponto de vista e agora considera Dorje Shugden um espírito mundano. Conclui Von Bruck:
De acordo com as reportagens da Al Jazira e France 24, as palavras e ações do Dalai Lama constituem uma proibição à prática. Outros alegam que tal “discriminação de deidade”, é ilegal de acordo com ambas a Constituição do Tibete e a Constituição da Índia, assim como na Declaração Universal dos Direitos Humanos.
De acordo com Geshe Kelsang Gyatso, que tem ajudado na defesa dos direitos dos tibetanos na Índia, afetados pela proibição, esta controvérsia tem surgido somente por motivos políticos. Há um ponto de vista espiritual sobre Dorje Shugden sustentados por aqueles que a praticam, e outro ponto de vista político por aqueles que não a praticam. Numa conversa em 2006 disse: "Nós sabemos que é bastante comum em nossos dias, as pessoas dizerem “Problema de Dorje Shugdän”. Dorje Shugdän não tem problema algum! Ele é um Ser iluminado completamente livre dos problemas do samsara. O problema, é problema de humanos, criado por pessoas engajadas na política. Estas pessoas criam problemas para preencherem suas próprias metas."
Stephen Schettini, um ex-discípulo do praticante de Shugden, Geshe Rabten, tem se pronunciado a respeito da controvérsia:

A comunidade no exílio tem se dividido sobre seu decreto considerando a propiciação de Dorje Shugden, também conhecido pelos seus detratores pela alcunha de Dolgyal. Práticas envolvendo esta deidade foram espalhadas largamente em prévias gerações, especialmente pelo tutor do Dalai Lama, Trijang Rinpoche, mas, depois do falecimento dele e da velha geração, Dalai Lama questionou a fidelidade do “Dolgyal” à causa tibetana e dirigiu esforços concatenados para que o desacreditassem. Em 21 de março de 1996, Dalai Lama se pronunciou publicamente: “Tem ficado bastante claro que o Dolgyal é um espírito das forças negras”.
O resultado mais visível de sua proclamação foi dividir a antiga união pela causa tibetana, sendo que, suas ações tem confundido muitos de seus seguidores e admiradores.
De acordo com o monge alemão Helmut Gassner, há uma contradição da parte do Dalai Lama e do governo tibetano no exílio que vai de encontro a própria filosofia budista no que diz respeito ao karma. A situação em que passa o Dalai Lama e o povo tibetano no exílio segundo a lei do karma, é fruto de ações passadas que amadureceram e que agora inviabilizam qualquer reaproximação da terra natal. Hoje a colonização chinesa (depois de 50 anos) se faz muito presente no Tibete principalmente na capital Lhasa. A pergunta é: isto se deve a fidelidade do “Dolgyal” (Shugden) à causa tibetana ou ao karma? Jogar a culpa em Shugden é muito melhor.

## Argumentos a favor e contra a prática
Pontos de vista do 14º Dalai Lama e respostas dos praticantes de Shugden
O 14º Dalai Lama tem pedido às pessoas que querem ter iniciações tântricas através dele, que abandonem a prática de Dorje Shugden, citando três razões principais:
1. O Dalai Lama identifica Dorje Shugden como um “espírito”, e reivindica que a tradição associada a propiciação de Dorje Shugden, eleva este espírito a ser igual ou superior ao próprio Buda. Declara que, encorajando a adoração a Dorje Shugden, pode contribuir para uma redução do budismo tibetano para uma forma de adoração supersticiosa de espíritos.
2. O Dalai Lama declara que há uma “ligação reconhecida” entre os adoradores de Dorje Shugden e o sectarismo, entre as várias escolas do budismo tibetano. O Dalai Lama acredita que o não sectarismo é “seu mais importante mandamento” e que a adoração de Dorje Shugden é uma barreira a esse mandamento de não sectarismo.
3. O Dalai Lama diz que Dorje Shugden tem uma longa história de atitudes antagônicas  para com os Dalai Lamas e o governo tibetano encenadas desde o tempo do 5º Dalai Lama. Ele identifica o 5º e o 13º Dalai Lamas que se pronunciaram especificamente contra Dorje Shugden como uma ameaça ao bem-estar dos seres em geral e em particular ao governo tibetano liderados pelos Dalai Lamas. Declara que, à luz da atual situação difícil por que passa o povo tibetano, é particularmente importante resistir à adoração a Dorje Shugden, por se tratar de uma prática potencialmente divisória.
Respondendo aos três pontos acima citados, a Western Shugden Society (Sociedade Shugden no Ocidente) responde:
1. A prática de Dorje Shugden não é uma adoração de “espírito” porque Dorje Shugden é visto como uma emanação de Manjushri, o Buda da Sabedoria, e os praticantes de Dorje Shugden praticam o Dharma completo de Buda Shakyamuni. Mais ainda, se as razões do Dalai Lama fossem verdadeiras, significaria que os ensinamentos que ele próprio transmite, são não-Budistas, porque muitos desses ensinamentos vieram de seus mestres leais as práticas de Dorje Shugden.
Todas as escolas do budismo tibetano e em particular S.S Dalai Lama, seu governo e seus assessores, confiam em não somente uma deidade protetora, e sim em um grande número delas de várias origens. Na sociedade tibetana centenas de tais deidades são veneradas regularmente com elaborados rituais. Apesar de Sua Santidade alegar "A adoração a Dorje Shugden, pode contribuir para uma redução do budismo tibetano para uma forma de adoração supersticiosa de espíritos", a adoração de tais deidades na sociedade tibetana nunca diminuiu e nunca foi feito nenhum esforço para que diminuisse. Pelo contrario, desde o final da décade de 80 um novo fervor por venerar tais deidades tem aumentado entre os tibetanos no exílio, e esse fervor não teve origem em outro lugar a não ser em Dharamsala. Cinco oráculos são invocados regularmente nas cerimonias em que o Dalai Lama se encontra presente. Templos especiais foram construídos e novos rituais e orações são compostos, sendo que em algumas ocasiões o próprio Dalai Lama se encontra presente.
2. Não há evidencias que abonam a reivindicação de que é promovido o sectarismo por parte dos seguidores de Shugden. Tudo que eles estão pedindo é a liberdade para praticar a tradição sem serem excluídos. Por exemplo, muçulmanos, católicos e mesmo reais adoradores de espíritos, são permitidos a frequentar os “ensinamentos religiosos formais” dados pelo Dalai Lama, enquanto que, budistas praticantes de Dorje Shugden são excluídos.
3. Se um outro líder político dissesse que a prática espiritual de algumas pessoas estivesse afetando o seu governo, tendo que ser banida, isto seria considerado ditatorial e inaceitável. Da mesma maneira, não é correto dizer que aqueles que oram para Dorje Shugden pedindo proteção para suas realizações de Dharma, de nenhum jeito são prejudiciais ao governo liderado pelo Dalai Lama.
Lamas pró Dorje Shugden tem questionado o Dalai Lama para que apresente razões válidas que apóiem suas reivindicações e, que na ausência de qualquer resposta, continuam engajados na prática. Continuam confiando em mestres como Trijang Rinpoche que ensinou que Dorje Shugden é um Buda.
Mesmo assim, Dalai Lama declarou conclusivamente “Eu tenho explicado as razões porque sou contra a veneração de Dorje Shugden e tenho dado referencias de uma maneira muito detalhada."

## A controvérsia atual
Em janeiro de 2008 o Dalai Lama começou uma campanha para destruir a prática de uma vez por todas. As ações nos monastérios expulsando monges praticantes de Dorje Shugden são de fato uma decisão unilateral feita pelo Dalai Lama que atestou:
O encontro da 5ª sessão de abertura do Parlamento Tibetano no Exílio (PTnE), que teve início no dia 4 de março de 2008, foi deliberado por Karma Chophel.
De acordo com o site oficial do Governo Tibetano no Exílio (GTNE), ele louvou a iniciativa corajosa das comunidades monásticas tibetanas na resolução de por um fim a adoração a Dolgyal (Shugden). Seguiu-se depois em fevereiro a oferenda de longa vida ao Dalai Lama tendo lugar no Monastério de Drepung ao sul da Índia, sendo que, ainda acrescentou - “Esta sessão irá apresentar movimentos para fortalecer a presente resolução adotada pela TPiE contra a propiciação de Shugden."
Críticos da proibição de Dorje Shugden dizem que isto causou um grande racha na comunidade tibetana, assim como uma desarmonia crescente na diáspora tibetana. Por exemplo, praticantes de Dorje Shugden foram apedrejados na Índia, e uma turba de seguidores do Dalai Lama ameaçou praticantes de Shugden em Nova Iorque.
Em 22 de abril de 2008 a recém fundada Western Shugden Society  a WSS (Sociedade Shugden  no Ocidente) iniciou uma campanha direcionada ao 14º Dalai Lama reivindicando que ele está, “proibindo que pratiquem sua própria linhagem budista”. A WSS reivindica que o Dalai Lama e a TGIE não tem respondido a nenhuma de suas tentativas de diálogo nesta questão, e partidários dizem que o GTNE simplesmente não acredita em oposição. De acordo com a France 24 e a Al Jazira, a WSS e a Dorje Shugden Devotees Charitable Trust com sede na Índia, que sob as ordens do Dalai Lama, a proibição foi e continua sendo obrigada pelo GTNE e por todas as outra associações tibetanas no exílio como o Congresso dos Jovens Tibetanos e a Associação das Mulheres Tibetanas. E especificamente a WSS reivindica:
- Monges e monjas são proibidos de exercerem a prática e são inconstitucionalmente expulsos de seus monastérios e conventos caso não concordem.
- Milhares de praticantes de Shugden entre eles praticantes tibetanos leigos, estão sendo forçados a abandonar a prática ou perder o apoio do governo e a encarar uma orquestrada humilhação pública, assim como intimidações.
- Pessoas que se recusam a renunciar a prática estão perdendo seu emprego, suas crianças estão sendo expulsas de suas escolas, e a documentação para viagens, que requer uma prévia autorização concedida pelo GTNE, não está sendo aprovada.
- Estatuas são esmagadas, templos destruídos, livros queimados, casas de praticantes sendo atacadas, e até ameaças de morte são feitas.

Sara Chamberlain informou que a TGIE não dará emprego à praticantes de Shugden, mantendo uma lista negra dos mesmos. A TGIE é também acusada de rotular os praticantes de “terroristas”, como informou a Al Jazira "Os praticante de Shugden são afastados de seus empregos, lojas e escolas. Cartazes escritos “Não é permitida a entrada de seguidores de Shugden”, são afixados nas fachadas de hospitais e lojas."
Por causa de tal discriminação religiosa, o fundador do Mosteiro de Kundeling, Lobsang Yeshe, que vive no sul da Índia, abriu um processo contra o Dalai Lama na Suprema Corte da Índia com bases em perseguição religiosa. Seu advogado Shree Sanjay Jain, argumenta que quando o Dalai Lama excomunga adoradores de Dorje Shugden da sociedade budista, “então é discriminação da pior espécie”.
Tal discriminação tomou forma no novo muro erigido no Monastério de Ganden, para dividir, de um lado, monges seguidores de Shugden, e de outro, monges não seguidores.
O GTNE acusa Lobsang Yeshe de estar sendo pago pelos chineses, e afirma que ele tem visitado a China pelo menos duas vezes. Por sua vez, ele nega trabalhar para os chineses, mas, afirma que tem amigos chineses e elogia os chineses, "pelo trabalho que estão fazendo no Tibete". Argumenta que se os tibetanos que vivem no Tibet estivessem sob o regime do Dalai Lama, “possivelmente seriam crucificados”.
Violência tem sido reivindicada pelos dois lados da controvérsia. Recentemente no dia 30 de maio de 2009, dois monges praticantes de Shugden foram atacados no Monastério de Shar Gaden.

## Dimensões políticas
Adoradores de Dorje Shugden atestam que a proibição e suas implementações, estão em conflito direto com a proposta da Constituição do Tibete Livre, promulgada pelo Dalai Lama em 1963, que reza que, todas as religiões são iguais perante a lei, e que todo tibetano tem o direito de liberdade de pensamento, consciência e religião. Mas quando praticantes de Dorje Shugden desafiaram a proibição diante destas bases, a TGIE respondeu:
Lama Zopa, da Fundação pela Preservação da Tradição Mahayana (FPTM), explica que a principal razão que ele próprio deixou de praticar Dorje Shugden, assim como também entre seus estudantes, foi para dar apoio aos esforços políticos do Dalai Lama na causa pelo Tibete. Brendan O'Neill argumenta que a extrema idolatração do Dalai Lama pelos seus seguidores, somente contribui para minar a democracia num futuro Tibete Livre. Ursula Bernis tem comentado que discordar de algum pronunciamento feito pelo Dalai Lama é um “sacrilégio entre religiosos tibetanos”.
O Dalai Lama reivindica que Dorje Shugden está em conflito com os Protetores do Dharma aprovados pelo governo. A Al Jazira perguntou a um dos parlamentares do governo tibetano, Tsultrim Tenzin, se tem havido qualquer debate no parlamento sobre a questão envolvendo Dorje Shugden.  Ele respondeu que não tem havido nenhum debate simplesmente porque não há oposição, e ainda “Nós não temos nenhuma dúvida sobre as decisões do Dalai Lama”. Nós achamos que ele não é um ser humano. Ele é um supremo ser humano, ele é como se fosse deus."
A forçada proibição tem se espalhado pela Europa. Por exemplo, na Suíça, a Assembleia dos Deputados Eleitos do Povo Tibetano (thunmi), aprovou a “Resolução Dolgyal”, que, de fato, proclama pela separação dos tibetanos residentes na Suíça.

## Natureza e função
Há diferentes opiniões a respeito das origens de Dorje Shugden, sua natureza e função que tem sido debatida cada vez mais vigorosamente desde o decreto inicial do Dalai Lama na década de 1970.  De acordo com David Kay, existem duas principais concepções opostas:
1 Um Protetor do Dharma, um ser iluminado o qual é uma deidade que tem sido adorada como um Buda desde o século XVII como o chefe Protetor da Tradição Gelug.
2 Um protetor mundano cuja relativa curta existência de alguns séculos, sob uma origem de circunstancias suspeitas, faz com que ele seja um inapropriado objeto de veneração e refúgio budista. De acordo com Kay - “A posição que define Dorje Shugden como um ser iluminado é vista através de duas perspectivas, uma marginal e outra de origem recente. A probabilidade é que ele foi surgindo gradualmente, assim, de maneira que o Protetor do Dharma ia crescendo em importância."
Esta crença parecia estar em voga no tempo do jovem 14º Dalai Lama quando foi introduzido à pratica pelo Trijang Rinpoche antes do exílio da comunidade budista em 1959.

Também Nebesky-Wojkowitz define Dorje Shugden como um protetor mundano. No entanto, de acordo com o tradutor tibetano Trinley Kalsang, muitos textos religiosos escritos por Lamas nos últimos séculos indicam que Dorje Shugden tem sido considerado como um ser iluminado e o principal Protetor da Tradição de  Je Tsongkhapa desde o tempo do 5º Dalai Lama.
De acordo com Geshe Kelsang Gyatso (um propiciador de Dorje Shugden, seguindo a visão de Trijang Rinpoche) e muitos outros Lamas que confiam em Dorje Shugden, é correto considerar Dorje Shugden como uma emanação de Manjushri e não como alguém que demonstra aspectos de um ser mundano.  Ele diz que a forma de Dorje Shugden revela os estágios completos do caminho do Sutra e Tantra, e que tais qualidades não estão presentes na forma de seres mundanos. Acrescenta ainda que, Dorje Shugden aparece como um monge plenamente ordenado demonstrando que a prática da pura disciplina moral é essencial para aqueles que desejam obter a iluminação.
A visão de Geshe Kelsang é também apoiada por outros Lamas Gelug do passado e presente que são ou foram grandes mestres, incluindo: Kyabje Pabongka Rinpoche(Guru Raíz de muitos Lamas altamente considerados da Tradição Gelug do começo do século XX), Kyabje Trijang Rinpoche (tutor Junior do 14º Dalai Lama). Entre aqueles que praticaram Shugden na escola Gelug, estavam não somente o Dalai Lama, mas também Geshe Rabten, Kyabje Zong Rinpoche, Lama Yeshe (fundador da FPMT) e Tomo Geshe Rinpoche. Também é dito que alguns dos Panchen Lamas (o Nono e o Décimo) praticaram Shugden, assim como faz o atual Panchen Lama apontado pelos chineses Gyenkyen Norbu. O atual Panchen Lama reconhecido pelo Dalai Lama e pala maioria dos tibetanos, Gedun Choekyi Nyima, tem sido um prisioneiro da República Popular da China por mais de 15 anos; é o prisioneiro político mais jovem do mundo.
É reivindicado por Trijang Rinpoche que a visão de que Dorje Shugden é uma emanação de Manjushri, tem sido mantida pelo 5º Dalai Lama e pelo 11º Dalai Lama.
De acordo com Trijang Rinpoche, o 11º Dalai Lama entronou Gyalchen Dorje Shugden como o principal protetor dos professores do Chapéu Amarelo (Tradição Gelug).
De acordo com o Comitê de Pesquisa Dolgyal da TGIE, uma organização governamental envolvida nesta disputa religiosa, oponentes proeminentes da prática tem incluído não só o 5º, 13º e o atual Dalai Lama, assim como também o 5º e o 8º Panchen Lamas, Dzongsar Khyentse Chokvi Lodro, e o 14º e 16º Karmapas, entre outros.
Contudo, estas reivindicações são negadas pelos seguidores de Dorje Shugden. Por exemplo, em 1921 a biografia do 13º Dalai Lama refere-se a Dorje Shugden como um Protetor  iluminado (jam mgon bstan srung pa) e explica que o 13º Dalai Lama subsequentemente restaurou o Palácio Potala e as Estupas de Ganden como uma oferenda a ele.

O Comitê de Pesquisa Dolgyal não fornece evidencias que apóiem suas reivindicações que o 5º e o 8º Panchen Lamas fossem opositores da prática. De acordo com adeptos, o 5º Dalai Lama começou na oposição, mas depois mudou de ideia. O Monastério de Phelgye Ling (agora em Kathmandu) foi transformado em um monastério Gelug pelo 5º Dalai Lama, que ofertou ao monastério uma estátua de 20 cm de altura de Dorje Shugden montado num corcel negro, o qual ainda existe neste monastério em Kathmandu.
Trijang Rinpoche, tutor-júunior do 14º Dalai Lama é visto por muitos como o principal mestre budista tibetano de nosso tempo. E antecipando esta atual controvérsia, ele refuta o ponto de vista acima citado em seu texto sobre Dorje Shugden, Diletante Música do Oceano dos Protetores:
Em dezembro de 2008, os 4 milhões de praticantes no mundo de Dorje Shugden, através de seus representantes explicaram as 10 razões porque eles consideram Dorje Shugden um Buda totalmente iluminado. (ver Dorje Shugden)

## Protetor da Escola Gelugpa
Kay e Dreyfus atribuem a popularização da prática de Dorje Shugden a Pabongka Rinpoche. Pabongka Rinpoche ensinou que Mahakala, Vaisravana e o Kamayana, são os Dharma Protetores do Lamrim, e professores do grande, médio, e pequeno escopo, e que Dorje Shugden em particular é o Protetor do Dharma da tradição de Je Tsongkhapa. Dreyfus reivindica que Pabongka Rinpoche na verdade “substituiu os três protetores apontados pelo próprio Je Tsongkhapa...” e que através das reivindicações e mudanças de Pabongka Rinpoche, Dorje Shugden veio a ser o principal protetor Gelug substituindo os tradicionais supra-mundanos protetores da tradição Gelug.
Isto é negado pelos seguidores de Dorje Shugden. Por exemplo, nos volumes completos de rituais reunidos pelo mongol Lobsang Tamdin (1867-1937 dc), ele documenta a disseminação da prática na Mongólia e Amdo, e descreve Dorje Shugden como o protetor de Tsongkhapa sem menção alguma aos rituais de Pabongka. Portanto, Lobsang Tamdin não foi influenciado por Pabongka.  Ele também escreve sobre a iniciação de Shugden que começou na reencarnação do 8º Kirti de Amdo, Rongchen Kirti Lobsang Trinley (1849-1904 dc), que descreve Shugden como o protetor de Tsongkhapa.
De acordo com adeptos, Dorje Shugden é um Dharmapala ou Protetor do Dharma iluminado, que significa que ele protege realizações de sabedoria e compaixão no espírito dos praticantes. De acordo com Nebresky-Wojkowitz, Shugden é um protetor mundano cujos seguidores proclamam que ele irá suceder Gyalpo Pehar (Nechung) como o líder de todos os jig rten pa’i srung ma ("protetores mundanos"), uma vez que o antigo deus avança na classificação daquelas deidades-guardians que já estavam fora das esferas mundanas.
De acordo com Kay, seguidores de Dorje Shugden, mantém ”que o governo tibetano deve por de lado sua lealdade por Gyalpo Pehar, o protetor do Estado, em beneficio de Dorje Shugden. De acordo com Stephen Batchelor, tal mudança poderia dar aos apoiadores de Dorje Shugden mais influencia política. De acordo com René Nebesky-Wojkowitz escrito na década de 1950 pelos membros da seita Gelug “o consideravam um guardião zeloso de seus templos em particular o Monastério Ganden. Em muitos dos templos Gelugpas pode-se achar quadros e imagens deste Dharmapala na mgon khang, a sala reservada à veneração dos protetores da religião”.
De acordo com Brück and Dreyfus o 13º Dalai Lama mandou Pabongka Rinpoche parar de disseminar a prática quando o governo tibetano argumentou que Shugden estava competindo com Nechung e que as pessoas não deveriam buscar refugio nele. De acordo com o biografo de Pabongkha Rinpoche, ele prometeu ao 13º Dalai Lama não mais propiciar Shugden.
De acordo com Lama Zopa da FPMT, o seu guru raiz Trijang Rinpoche, Pabongka Dechen Nyingpo (guru de Trijang que por sua vez foi guru do Dalai Lama), Zong Rinpoche (através do qual muitos estudantes da FPMT receberam iniciações de Shugden), e Gomo Rinpoche, todos promoveram a prática de Shugden como o protetor do Dharma, funcionando para superar obstáculos. Lama Yeshe sempre fez um puja à Dorje Shugden para eliminar obstáculos antes de dar os cursos.
De acordo com algumas fontes, prévios Gelugpa Lamas que confiavam em Dorje Shugden inclui o 5º Dalai Lama, Kelsang Thubten Jigme Gyatso 1743-1811 (o tutor do 9º Dalai Lama), Losang Thubten Wangchuk Jigme Gyatso 1775 – 1813 (chefe Gelugpa da Mongolia), Ngulchu Dharmabadra, o mestre indiano Shakya Shri Bhadra, 11º Dalai Lama 1838 - 1856 (que instalou Dorje Shugden como o Protetor da Tradição Gelugpa), Gyara Tulku Rinpoche, Tomo Geshe Rinpoche (considerado pelo 13º Dalai Lama como uma emanação de Je Tsongkhapa), Serkong Rinpoche (considerado pelo 13º Dalai Lama como Vajradhara), e Tagpo Kelsang Khedrub Rinpoche (o guru raiz de Je Phabongkhapa.

## Origens históricas
O aparecimento da prática está fortemente relacionada ao Tulku Drapga Gyaltsen, um contemporâneo do 5º Dalai Lama sobre o qual existem diferentes histórias.
De acordo com Von Brück, há poucas evidencias históricas antes do começo do século XIX assim como diferentes versões oralmente transmitidas, e que são contraditórias.

Von Brück traça a origem da ligação entre a morte do Tulku Drakpa Gyaltsen e a veneração de Dorje Shugden de volta ao tempo das “lutas pelo poder do 5º Dalai Lama e o sucesso da centralização do poder em suas mãos depois da morte do Mongol Gushri Khan”. De acordo com Mullin, a alma do monge assassinado Dragpa Gyaltsen vagava depois de sua morte como um espírito perturbado criando problemas ao povo de Lhasa. O 5º Dalai Lama tentou “exorcizá-lo e pacificá-lo” primeiramente recorrendo aos xamans Nyingma para subjugá-lo, mas quando esses falharam ele recorreu aos xamans Gelugpas que finalmente obtiveram sucesso.
Através dessas medidas, o espírito do falecido Lama foi “pacificado e transformado” no Protetor do Dharma Dorje Shugden. De acordo com Mumford, o 5º Dalai Lama tentou subjugar Dorje Shugden através do ritual do exorcismo do fogo, mas não obteve sucesso, então “convidou o espírito que continuava vagando para ser um Srungma da ordem Gelugpa”. O resultado foi que Shugden se tornou um dos mais populares Srungma do Tibete.
Através do encorajamento de Lamas locais, grupos kim por todo o Tibete assumiram Shugs-ldan como o guardião de suas linhagens.
Continua Mullin dizendo, a prática mais tarde foi adotada por “numerosos monges Gelugpa que desaprovavam a maneira do 5º Dalai Lama de combinar as doutrinas Gelugpa e Nyingmapa” e que o 5º Dalai Lama tentou desencorajá-la, mas que ainda assim “pegou em muitos monastérios”. De acordo com Mullin, “A prática de Dorje Shugden continuou pelas gerações seguintes e finalmente se tornou uma das mais populares práticas de Deidade Protetoras dentro da escola Gelugpa”.
A prática se tornou mais popular ainda no final do século XIX. Durante aquele tempo Dorje Shugden “se tornou todos os meses uma prática generalizada em quase todos os monastérios da província, e era especialmente popular nas famílias aristocráticas Gelugpas."
De acordo com Tagpo Kelsang Khedrub, mesmo que o 5º Dalai Lama e outros tentaram destruir Dorje Shugden, eles não foram capazes porque Shugden é iluminado - "Então, embora quatro indiscutiveis ponderosas tantrikas com concentração, iniciando os rituais irados para nocauteá-lo, através do poder de ter completado os dois estágios de Guhyasamaja, Tu não irias ser silenciado, e mostrou sinais de heroísmo; louvado seja Vós!"
De acordo com alguns Lamas Gelugpas, existem evidencias que mostram que o 5º Dalai Lama compreendeu que ele estava errado em considerar que Dorje Shugden fosse um espírito, e compôs uma prece louvando Dorje Shugden como um Buda, e fez uma estátua mostrando seu respeito a Dorje Shugden. No entanto, o 14º Dalai Lama tem negado que o 5º Dalai Lama tenha composto tal prece.
Também Von Bruck nega tais reivindicações históricas, afirmando “O problema é que esta colocação não tem evidencias históricas, nem na biografia do 5º Dalai Lama nem em outro lugar”.
De acordo com McCune, a estória sobre o Tulku Dragpa Gyaltsen, um espírito que vagava, foi disseminada pelos seguidores dos que assassinaram Dragpa Gyaltsen, e não pelos seguidores de Shugden que viam em Dragpa Gyaltsen a reencarnação de um ser altamente realizado. De acordo com Trijang Rinpoche:

## Origens da disputa
A disputa de Shugden representa um campo de batalha entre diversos pontos de vista, sobre qual é o significado de religião e liberdade cultural.

### Ecleticismo X Ortodoxia
Georges Dreyfus e outros pesquisadores, como David Kay, traçam o conflito através de uma ótica inclusiva/exclusiva, e mantém que, para entender o ponto de vista do 14ª Dalai Lama, há de ser levado em conta, as bases do complexo ritual em que se insere a Instituição dos Dalai Lamas, que foi desenvolvida pelo Grande 5ª Dalai Lama, e que repousa sobre “bases ecléticas religiosas na quais elementos associados com a tradição Nyingma se combinam com uma orientação global da Gelug”. Isto envolve a promoção e a prática da escola Nyingma. Kay nos lembra que "Quando tradições religiosas entram em conflito, filosofias e pontos de vista entram em choque, sejam elas economicas de ordem material ou políticas".
Enquanto o 14ª Dalai Lama começou a encorajar a devoção a Padmasambhava que é o guru da tradição Nyingma, com o suposto propósito de unificar os tibetanos (talvez trazendo as quatro tradições unificado-as em uma única, sob seu comando) e de alguma maneira “proteger os tibetanos do perigo”, segmentos de orientações exclusivistas da tradição Gelug boicotaram as cerimônias”, e naquele contexto foi publicado o Livro Amarelo.
Paul Williams afirma que "O Dalai Lama está tentando modernizar a visão política dos tibetanos e está tentando derrubar o partidarismo. Ele está com o dilema do liberal: você tolera o intolerante?” Vários apoiadores de Shugden afirmam que não havia partidarismo antes da proibição, e que é o próprio Dalai Lama quem está sendo intolerante aderindo a um modelo teocrático de governo proibindo uma prática religiosa de 400 anos.

### O Livro Amarelo
"Retrospectivamente, podemos dizer que todo este caso começou a partir deste livro e a reação do 14ª Dalai Lama sobre ele. Antes da publicação não havia controvérsia a respeito de Shugden - Georges Dreyfus.
A controvérsia que significa, Dalai Lama e partidários colocando-se contra praticantes de Shugden—veio a tona dentro da comunidade tibetana no exílio da década de 1970. Zemey Rinpoche publicou o Livro Amarelo que incluía contos sobre precauções passadas por Pabongkha Rinpoche e Trijang Rinpoche para 23 membros da escola Gelugpa que também praticavam ensinamentos da escola Nyingma os quais foram supostamente mortos por Shugden.
O Livro Amarelo, tão falado por causa da cor de sua capa, na verdade era intitulado “Trovão da Agitada Nuvem Negra: A Transmissão Oral do Pai Inteligente”. Foi escrito por Dzeme Tulku Lobsang Palden (1927-1996) do Colégio Ganden Shartse e publicado em 1974 pela Chophel Legden de Nova Délhi.
Neste livro, ficticiamente, se inclui uma série de estórias ditas a Dzeme Rinpoche pelo seu guru Trijang Rinpoche sobre como Dorje Shugden puniu vários Lamas Geluk e Nyingma e outros que “corromperam os puros ensinamentos Gelug” principalmente por estudar os ensinamentos Nyingma.
O Livro Amarelo é desacreditado pela maioria dos praticantes de Dorje Shugden, sendo literalmente não levado a sério. É considerado por eles por ser uma coleção de contos de precauções supersticiosas. Geshe Kelsang Gyatso declarou em 1996:

## Uso de oráculos
De acordo com Sara Chamberlain na New Internationalist, em 1996, o Dalai Lama anunciou que a adoração à Dorje Shugden foi proibida e explicou que o oráculo do Estado, Nechung, o aconselhou que a deidade era uma ameaça a sua integridade física e ao futuro do Tibete. O Dalai Lama afirmou em 1996:
Logo, a crença de que Dorje Shugden é uma ameaça para o Dalai Lama e o Tibete é diretamente atribuída a um oráculo em transe.
De acordo com Pico Iyer, o Dalai Lama usa ambos seus assessores de gabinete e oráculos para obter um balanço dos "mundos visíveis e invisíveis”. O Dalai Lama recorre ao oráculo do Estado Nechung, tanto para questões de religião como para os de política, mas ele afirma “Não quero dizer que confio solenemente no conselho do oráculo. Não. Eu busco sua opinião da mesma maneira como busco a opinião de meus assessores de gabinete, assim como busco a opinião de minha própria consciência".
In 1996 o Dalai Lama anunciou que a adoração a Dorje Shugden foi proibida e explicou que seu oráculo, Nechung, o havia aconselhado que a deidade era uma ameaça a sua integridade física e ao futuro do Tibete.
Em seu livro Freedom in Exile (Liberdade no exílio), o próprio Dalai Lama salienta aquilo que os outros podem considerar como perigoso ao usar tal metodologia na tomada de decisões políticas -"Por centenas de anos, tem sido tradicional para o Dalai Lama e o Governo, consultar Nechung durante os festivais de Ano Novo. Além do mais, ele pode muito bem ser chamado outras vezes no caso de questões específicas. Eu pessoalmente entro em contato com ele várias vezes ao ano. Isto pode soar como um artifício não convencional para os leitores do século XX. Até mesmo alguns tibetanos, na maioria aqueles que se consideram “progressivos”, tem desconfianças sobre meu continuo uso do método antigo de recolhimento de informações.”

## China
De acordo com a BBC, analistas tem acusado a China de explorar qualquer disputa para fins políticos próprios.

No documentário realizado pela France 24, The Dalai Lama's Demons (Os Demônios do Dalai Lama) foi relatado que é um tabu discordar do Dalai Lama, e quem o faz é rotulado de simpatizante dos chineses. Meindert Gotter reivindica que qualquer crítica ao Dalai Lama é imediatamente rotulada de pró-China, que efetivamente faz com que o dissidente se torne um pária na sociedade tibetana.
Acusações de que praticantes de Shugden são simpatizantes dos chineses são consideradas particularmente irônicas por aqueles praticantes de Shugden que testemunharam o papel dos devotos de Dorje Shugden que serviram de guarda-costas durante a fuga do Dalai Lama do Tibete, e também por aqueles que sabem o quanto foi árduo o trabalho de Trijang Rinpoche e outros Lamas, assim como tibetanos e ocidentais praticantes de Shugden pela luta na causa tibetana. Por exemplo, os membros do Centro de Budismo Geshe Rabten apoiaram ativamente as metas do Governo Tibetano no Exílio, não só estendendo convites ao Dalai Lama como também participando em manifestações políticas por longos dias em frente da sede chinesa em Genebra e Berna.

## A controvérsia na década de 1990
Em março de 1996, respondendo a crescente pressão política (especialmente da escola Nyingma, que ameaçava se retirar da TGIE), o Dalai Lama anunciou que Dorje Shugden era “um espírito do mal” prejudicial a causa do Tibete, começando então a pedir que aqueles que praticavam Shugden não mais participassem de suas iniciações tântricas, o que “efetivamente os posicionam fora das páginas da política tibetana no exílio”.
Em declarações aos membros do Congresso de Cholsum em 4 de março de 1996, o Dalai Lama expressou satisfação  na aprovação de uma resolução do Congresso endereçada a adoração de Dorje Shugden, dizendo que budistas tibetanos que ignoram suas restrições podem acelerar sua própria morte,“então não haveria o porquê de continuar vivendo em silêncio enquanto for um homem desiludido.” A TGIE aprovou uma resolução proibindo instituições monásticas e governamentais de propiciar Dorje Shugden. Apesar da TGIE ter dito que indivíduos tem a liberdade de “decidir como desejarem”, foi pedido que monges nas comunidades refugiadas assinassem um acordo em apoio a proibição, em particular pedindo os nomes dos monges no Monastério de Sera que continuassem a venerar Dorje Shugden. Uma busca de casa em casa foi conduzida pela TGIE, “exigindo que as pessoas assinassem uma declaração que tinham abandonado a prática. Segundo Helmut Gassner há uma comoção no povo tibetano todas as vezes que o Dalai lama usa da retórica de que “sua vida está em perigo” ou que “sua morte está sendo acelerada”. Imediatamente são tomadas providencias gerais por parte da população tibetana.
A NKT reivindica que as declarações do Dalai Lama fomentaram represálias aos praticantes de Dorje Shugden na comunidade tibetana no exílio na Índia. Martin Mills, professor de Estudos Religiosos da Universidade de Aberdeen, observou que na comunidade tibetana no exílio, aqueles que não praticavam Dorje Shugden sentiam-se como que deveriam “fazer um esforço para erradicar a prática entre seus companheiros, vizinhos e colegas de trabalho, num ato de lealdade ao Dalai Lama.” Os abusos alegados incluíam a busca nas casas e templos dos devotos de Dorje Shugden e destruição de imagens de Shugden. Em 1996, a TGIE começou uma campanha para “subjugar a propiciação a Dorje Shugden entre os funcionários do governo e nos monastérios Gelug. Portanto, falando a imprensa na Inglaterra, a SSC declarou que os adoradores de Shugden haviam sido demitidos de seus empregos e expulsos de seus monastérios.
De acordo com Martin Mills, as inúmeras recusas da parte dos funcionários da TGIE entre 1996 1998 a cerca de qualquer tipo de proibição sobre Dorje Shugden foram “claramente” e “em todas as probabilidades simplesmente dissimuladas”. Tashi Wangdi representante do Dalai Lama para as Américas negou que houvesse supressão sobre a adoração a Dorje Shugden. “Oficialmente nunca houve qualquer repressão ou negação aos direitos dos praticantes”, disse Wangdi. “Mas depois dos conselhos de Sua Santidade (contra a adoração) muitas ordens monásticas adotaram regulamentos e regras não aceitando mais praticantes de Shugden dentro de suas próprias ordens.”
No entanto, um documentário da Swiss TV (TV Suíça) feito em 1997 retrata outro quadro. O documentário mostra evidencias de violência e até mesmo de ameaças de morte através de cartazes de “procura-se” para com os adeptos de Dorje Shugden encorajando a violência sobre os mesmos em Dharamsala.
A disputa sobre Dorje Shugden, que antes estava confinada somente na comunidade tibetana no exílio, alcançou dimensões internacionais naquele mesmo ano quando a Nova Tradição kadampa (NKT) baseada na Inglaterra começou a fazer oposição publicamente ao Dalai Lama. O fundador da Nova Tradição Kadampa, Geshe Kelsang Gyatso, é um devoto de Shugden e sobrinho de um homem que servia de médium de Shugden na comunidade dos refugiados tibetanos. Ao contrário de outros mestres Gelug, que praticavam Shugden reservadamente, mas não ensinavam a prática a seus alunos ocidentais, Kelsang Gyatso centralizou a prática de Shugden em seus ensinamentos, transmitindo a estudantes não tibetanos na Inglaterra e no exterior.
Quando o Dalai Lama visitou mais tarde a Inglaterra no verão de 1996, membros da Nova Tradição Kadampa organizaram passeatas em frente aos locais onde ele iria proferir seus comícios, empunhando cartazes acusando o Dalai Lama de repressão à liberdade religiosa. Naquele tempo, a NKT já era a maior organização budista da Inglaterra. Gyatso também fundou a Shugden Supporters Community (Comunidade dos  Partidários de Shugden) a SSC, que distribuiu notas de imprensa para as agencias que faziam a cobertura da visita do Dalai Lama a Inglaterra. A SSC também iniciou uma campanha através de uma carta abaixo-assinada solicitando ao Secretário do Interior que revogasse o visto do Dalai Lama.
Em agosto de 1996, o Monastério de Sera Je na Índia formalmente expulsou Kelsang Gyatso, citando sua oposição ao Dalai Lama.

## Anistia Internacional
Na Índia, oposição e protestos foram organizados pela Charitable Society com o apoio da SSC. Em 1996 a SSC tentou obter uma declaração da Amnesty International (Anistia Internacional - AI) que a TGIE (especificamente o 14ª Dalai Lama) tinha violado os direitos humanos. No entanto a AI respondeu que a SSC “tem ainda que fundamentar suas alegações.” Dois anos depois, a AI declarou em um comunicado oficial a imprensa “Que nenhum material que a AI tenha recebido contém evidencias de abuso que implemente uma ação por parte da AI — tais como graves violações fundamentais dos direitos humanos incluindo tortura, sentença de morte, execuções sem julgamento, prisões ou encarceramentos arbitrários ou julgamentos injustos.”
A declaração da AI não confirma nem nega a validade das reivindicações feitas contra a TGIE, somente que de acordo com os mandatos da AI, não foi possível que se fizesse entrar em ação.
Enquanto que a AI comunicou a imprensa exonerando efetivamente a TGIE de abuso de direitos humanos, Jane Ardley acrescenta que o Dalai Lama cometeu um erro usando sua autoridade política para infringir liberdade religiosa a outros, dizendo “Enquanto o Dalai Lama expressou preocupação sobre a adoração da deidade que ameaçava a causa tibetana, que se torna inteiramente válido dentro de uma perspectiva política, não era causa suficiente para proibir a prática religiosa. O Dalai Lama usou sua autoridade política para lidar com algo que deveria permanecer como um assunto puramente religioso.”

## Uso do nome Dolgyal
Alguns reivindicam que o uso do nome Dolgyal, tem se tornado um insulto por significar simplesmente uma denominação regional. Num pronunciamento Helmut Gassner afirma:
Dolgyal significa ”Rei de Döl”. É um nome comum para Dorje Shugden. Döl é uma região no Tibet estreitamente interligada com as origens de Dorje Shugden. Assim como todos os outros nomes como Dorje Shugden, que significa “aquele com poder indestrutível” ou Gyalchen, “grande rei”, que indicam um status elevado, fica fácil concluir que o uso do nome “Dolgyal” foi intencionalmente cunhado para insultar. E aí está o que tem acontecido.

## Opiniões de alguns Lamas das quatro tradições sobre a prática de Shugden
Com exceção da Tradição Gelug e da Sakya, as outras escolas ou tradições do budismo tibetano não o veneram. No contexto histórico político, a questão do Dorje Shugden sempre foi de rivalidade entre as tradições.

### Gelug
Dorje Shugden foi tradicionalmente reconhecido e ainda é por parte de muitos importantes lamas (acima citados), como um protetor, mas isto, especialmente dentro da Tradição Gelug, a mesma tradição de Sua Santidade Dalai Lama.

### Nyingma
Tradicionalmente, a relação entre Shugden e a Tradição Nyingma é de inimizade. Há algumas evidencias em tempos recentes de praticantes da Nyingma terem recebido e propiciado Dorje Shugden através de uma via patriarcal e não por uma linhagem tradicional.
Mumford escreve baseado em seus estudos de antropologia no Nepal no final da década de 1970.
"Tibetanos em Kathmandu consideram Shugs-ldan como um guardião que é honrado pelos aderentes da seita Gelug, enquanto que membros da seita Nyingma pensam sobre Shugden como um inimigo, mandado contra eles pela seita rival. Mas nas vilas estas diferenças sectárias não são bem entendidas. Em Gyasumdo os lamas são Nyingmapa, e mesmo assim muitos deles honram Shugs-ldan como guardião de uma linhagem que foi apanhada no Tibet no passado pelos seus descendentes.
Minling Trichen Rinpoche, antigo chefe da Tradição Nyingma, disse que, de seu ponto de vista pessoal, Shugden é um fantasma. Nós praticantes da Nyingma não o seguimos. Nós propagamos somente aqueles protetores ligados a Padmasambhava. Shugden veio depois de Padmasambhava.

### Kagyu
Palpung Tai Situ Rinpoche, um dos mais importantes Lamas da Tradição Kagyu, disse que a prática de Shugden “causa medo.” Acrescenta, é considerada uma prática que cria obstáculos à prática espiritual.

### Sakya
Alguns lamas são praticantes de Shugden, outros não. Sakya Trizin, chefe da linhagem Sakya do Budismo Tibetano, nota que teve um tempo que seguidores de sua escola faziam oferendas a Shugden, mas dentro do contexto de que Shugden era considerado uma deidade mundana. Ele também menciona dois Lamas do período antes da ocupação do Tibet, Dorjechang Jamyang Khyentse Chokyi Lodro e Ngor Kangchen Dorjechang, que limitou a prática em seus monastérios. Por outro lado, alguns lamas como Sachen Kunlo, são praticantes de Shugden e o tem como um guardião iluminado.

## Reivindicações de violência

### De acordo com o Governo do Tibete no Exílio
Em 1997, Geshe Lobsang Gyatso, diretor do Instituo de Dialética Budista em Dharamsala, um defensor das ideias e da posição do Dalai Lama na questão do banimento à Dorje Shugden, foi assassinado junto com dois de seus estudantes. A polícia indiana interrogou vários homens identificados como adoradores de Dorje Shugden.
Mesmo que nenhuma prisão fosse efetuada neste assassinato, muitos da CTA assumiram que isto tinha sido tramado por partidários de Dorje Shugden. No jornal americano Seattle Times saiu uma nota dizendo: “Os dois homens suspeitos de terem esfaqueado suas vítimas, acredita-se que tenham escapado para a Índia”. Outros cinco homens, ligados a Dorje Shugden Society em Nova Delhi, foram por meses interrogados sobre um possível envolvimento. Ninguém foi acusado. O Governo Tibetano no Exílio continua sustentando que o assassinato de Lobsang Gyatso foi planejado por partidários de Dorje Shugden.
Até os dias atuais nada foi concluído formalmente ou juridicamente, os dois homens suspeitos nunca foram encontrados e o caso foi arquivado por falta de provas.
Em Junho de 2007, a Times afirmou que a Interpol havia emitido uma notícia de alerta à China por extraditar dois homens suspeitos do assassinato.

### De acordo com praticantes de Shugden
Em decorrência destes tristes fatos o jovem Trijang Chocktrul Rinpoche, a encarnação atual de Trijang Rinpoche, teve a decisão de deixar o Centro Rabten Choeling na Suíça onde estava por muitos anos sob a tutelagem de Gonsar Tulku Rinpoche. Numa dramática carta e numa entrevista a estação de rádio em Dharamsala, Chocktrul anunciou que iria abandonar suas vestes de monge para ser uma pessoa comum. Chocado com uma série de eventos obscuros, culminando em um atentado de assassinato sofrido pelo seu assistente pessoal, explicou - Não quero ser uma bandeira ou símbolo de qualquer movimento pró-Shugden. Depois disso se transferiu para os Estados Unidos da América.
Segundo o relatório de David Van Biema: "Respondendo as acusações de ostracismo, ameaças e até abuso psicológico contra praticantes de Shugden, admite o conselheiro americano do Dalai Lama, John Ackerly, que houve casos de assédio, todos condenados pelo Dalai Lama.
De acordo com PK Dev, um advogado dos direitos humanos de Nova Délhi, adoradores de Dorje Shugden estão sofrendo assédios dos seguidores do Dalai Lama e de seu governo, como por exemplo, com cartazes de “procura-se” e com buscas de porta em porta. Em 1998, Dev afirmou que havia reunido 300 depoimentos de tibetanos vivendo em várias partes da Índia reivindicando terem sido assediados ou atacados por adorarem Dorje Shugden.
Os praticantes de Shugden reclamam terem sido alvo de violência enquanto protestavam sobre a proibição, tanto nos anos da década de 90 até os dias presente. Afirmam que em 1996 do lado de fora do Monastério no sul da Índia, um grupo de seguidores do Dalai Lama (incluindo monges), cercaram centenas de monges que protestavam contra a proibição do Dalai Lama sobre Dorje Shugden, atirando paus e pedras. Aproximadamente 60 monges foram hospitalizados com ferimentos graves. Chryssides relatou que “é realmente verdade que, em Julho de 1997, 200 seguidores do Dalai Lama atacaram fisicamente praticantes de Dorje Shugden.“
Deccan Herald relatou na Segunda-feira dia 11 de Setembro de 2000:
Três policiais e mais de 30 pessoas ficaram feridas por apedrejamento nos assentamentos dos Lamas tibetanos em Mundgod na manhã de domingo. Mais de 2000 Lamas incluindo duzentas mulheres, todos tidos como seguidores do Dalai Lama, sob as ordens de Prema Tsering, avançaram e tentaram destruir os templos de Shugden enquanto apedrejavam os devotos de Shugden.
Em 17 de Julho de 2008, uma turba de seguidores do Dalai Lama cercou adeptos de Shugden que protestavam em frente a Radio City em Nova Iorque onde o Dalai Lama proferia ensinamentos, cuspindo, gritando, e atirando garrafas d’água e moedas. A polícia de choque teve que intervir e conduzir para a liberdade os que estavam sendo agredidos.
Jamphel Yeshe, o president da Dorje Shugden Society, afirmou que informações sobre ele e sua família estavam em cartazes de “procura-se” nas comunidades tibetanas da Índia e Nepal. Yeshe disse numa entrevista que estes cartazes resultaram em ameaças contra ele e sua família.
Cartazes de procura-se descreviam os líderes seguidores de Shugden como os “dez maiores inimigos de Estado”. Os cartazes foram pendurados em Dharamsala, monastérios e assentamentos pela TGIE.
Em Clementown na Índia, a casa de uma família de adeptos de Shugden foi apedrejada e depois bombardeada.
Adeptos de Shugden disseram que em julho de 2008, cartazes de procura-se de muitos monges envolvidos nos protestos da WSS, apareceram em Queens, Nova Iorque. A Al Jazira reportou sobre estes cartazes de procura-se dizendo, “Nenhum adorador de Shugden tem sido interrogado ou investigado por terrorismo, e ainda assim monges que continuam adorando Shugden são difamados e humilhados”. Praticantes de Dorje Shugden tem recebido outros avisos e ameaças desde a década de 90.
Em Outubro de 2008 a Radio Free Asia reportou que a residência de um praticante de Shugden foi bombardeada por monges tibetanos leais ao Dalai Lama.

## Conclusão judicial
Em 5 de abril de 2010, S. Muralidhar encerrou a petição aberta pela Sociedade Religiosa dos Devotos de Dorje Shugden (Dorje Shugden Devotees’ Charitable and Religious Society) contra a Administração Central Tibetana e Sua Santidade o Dalai Lama. A razão principal citada para arquivamento da petição foi a localização - "O governo da Índia demonstra que esta Corte não tem jurisdição territorial sobre esta ação, pelo fato da localização ser em Dharamshala. O governo deveria investigar as alegações contra o Dalai Lama no exílio, sendo que, o Governo Indiano não reconhece o governo Tibetano no exílio. É fato que os devotos de Dorje Shugden tem o direito de liberdade religiosa assim como está determinado no Artigo 25 da Constituição Indiana. A Corte nota também que a Sociedade dos Devotos de Dorje Shugden não registraram queixa formal na polícia sobre maus tratos e perseguição religiosa na Índia."
De acordo com o site da Administração Central do Tibet, a decisão de S. Muralidhar teve o efeito de “fechar as portas para possíveis questões similares no futuro”, omitindo o fato de como se estivesse tudo claro com o encerramento da ação evitando qualquer abordagem de algum indivíduo ou membro da Sociedade Dorje Shugden quanto à procurar seus direitos baseados na lei, isto diante da polícia de Karnataka ou no Governo da Índia.

## Novos desdobramentos: Mosteiro de Serpom Norling e Mosteiro de Shar Gaden
Desde que os monges praticantes de Dorje Shugden foram expulsos dos mosteiros Ganden e Sera em 2008, eles vem trabalhando na edificação de novas instalações nas vizinhanças dos mesmos. São os novos mosteiros de Shar Gaden e Serpom Norling respectivamente que foram inaugurados em outubro de 2009 onde monges e Geshes praticam a devoção a Dorje Shugden livremente.

### Pró-Dorje Shugden
- Dorje Shugden & The Dalai Lama Spreading Dharma Together
- Official Western Shugden Society website
- Why is the Dalai Lama Suppressing Religious Freedom?
- Dorje Shugden Charitable Society (Delhi)
- Dorje Shugden History, Trinley Kalsang

### Críticos de Dorje Shugden
- Site oficial de Sua Santidade o Dalai Lama - Conselhos a respeito de Dolgyal (Shugden) (em inglês)
- Estação de TV oficial da Administração Central Tibetana - inclui o documentário da BBC "An Unholy Row" e o segundo documentário sobre Shugden filmado pela TV Suíça em 1998 (em inglês)
- Coletânea de conselhos a respeito de Shugden, FPMT (em inglês)
- Administração Central Tibetana sobre a controvérsia acerca da prática de Dorjee Shugden (em inglês)